# Apolo de Cirene
El Apolo de Cirene es una estatua de mármol que representa al dios griego Apolo. Forma parte de la gran familia escultórica del Apolo Citaredo, prototipo creado en la Antigua Grecia durante la época clásica, donde el dios porta una lira o cítara, atributo que alude a su papel como dios de la música y patrono de las Musas.
El prototipo fue especialmente cultivado durante el periodo helenístico, ya que su postura asimétrica permitía explorar diferentes efectos plásticos del cuerpo y las tensiones entre reposo y movimiento. El Apolo de Cirene fue modelado en contrapposto', acentuando su dinamismo. La obra es una copia romana del II  de un original helenístico, creado por un autor desconocido, a partir de una combinación de elementos del famoso Apolo Licio de Praxíteles y de una variante suya, el Apolo Citaredo de Timárquides.

## Descubrimiento
Esta enorme escultura, de 2,29 metros de altura, fue encontrada en enero de 1861 en la zona del Templo de Apolo en Cirene, Libia. Fue excavado por los exploradores y arqueólogos británicos el capitán Robert Murdoch Smith y el comandante Edwin A. Porcher.
La estatua se encontró rota en 121 pedazos cerca del gran pedestal donde había estado. Los fragmentos se volvieron a ensamblar en el Museo Británico para crear una estatua relativamente intacta, a la que sólo le faltaban el brazo derecho y la mano izquierda. Posteriormente recibió tratamientos de conservación y relleno de huecos. El brazo derecho y la mano izquierda, que no fueron encontrados, no fueron recreados.
Aparentemente, la estatua fue destruida cuando el Templo de Apolo fue quemado durante la revuelta judía del 115-116 d. C. Una copia completa se encuentra en el Museo Arqueológico Nacional de Nápoles.

## Descripción
La estatua es una copia de una obra helenística que probablemente data de entre el 200 y el 150 a. C.
El autor de este "Apolo" debió de ser un maestro muy cualificado, teniendo en cuenta el fino acabado de la superficie y la soltura de la figura. La cabeza está adornada con una larga cabellera, unida a la nuca y que cae en movidos rizos. El torso está desnudo de frente y las piernas están cubiertas por un manto, que también cubre la espalda y cae sobre el hombro izquierdo. Fue tallada casi en su totalidad en un solo bloque de mármol, excepto el brazo derecho y la muñeca izquierda. El brazo derecho descansa sobre la cabeza del dios, postura que convencionalmente indicaba que se encontraba en estado de inspiración divina. A su izquierda, una cítara descansa sobre un tronco de árbol, en el que se enrosca una serpiente, y del que cuelga un carcaj con flechas.
Fue copiado varias veces en la antigüedad, pero recibió poca atención crítica tras su redescubrimiento hasta principios del siglo XX, porque entonces el arte helenístico se consideraba una degeneración de los principios del clasicismo prestigioso, aunque en 1907 fue reconocido en una reseña de la revista de la Universidad de Cambridge, The Classical Review, como una de las copias más conocidas de importantes originales griegos.